# Marvin Arnesen
Marvin Arnesen (Bergsøya, Noruega, 6 de marzo de 1963-19 de noviembre de 2023) fue un futbolista noruego que jugó en la posición de centrocampista.

## Equipos
| Periodo   | Club              |
| --------- | ----------------- |
| 1980-1982 | Bergsøy IF        |
| 1983-1984 | Harstad IL        |
| 1984      | Bergsøy IF        |
| 1985-1987 | Molde FK          |
| 1988-1990 | Vålerenga Fotball |
| 1991-1992 | HamKam            |
| 1993-1995 | Nordstrand IF     |
| 1996      | Grorud IL         |